# Hamrák János
Hamrák János, teljes nevén Hamrák János Mátyás, néhol Hamrák Mátyás János, álnevén: Wild Gusztáv, becenevén: a búr generális, művésznevén: Mr. Hungary (Valcsa, 1877. február 19. – 1930 július-augusztus) aszfaltmunkás, szalámigyári munkás, lovászsegéd, kőműves, szélhámos, aki mai hírnevét többek közt annak a részleteiben hamis mesének köszönheti, hogy állítólag 1909-ben Székesfehérvár város közgyűlésének hatalmas pénzösszegért adta el a budapesti Rottenbiller utca bükkfa burkolatát. Azonban a szélhámosság egészen másként és egészen máskor történt. Az elterjesztett és kiszínezett, jórészt meghamisított történetet a falopásról Szabó László szerkesztette össze Bűnügyi panoptikum című kiadványban. Az újabb forráskutatás és a korabeli sajtócikkek alapján kiderült ugyanis, hogy Hamrák a rendőrségi nyomozás szerint a bükkfakockákat tüzelőanyagként adta el budapesti polgároknak.

## Élete
Hamrák János 1877-ben született Valcsán, Túróc vármegyében, anyanyelve szlovák, római katolikus vallású, apja Hamrák János, anyja Manyik Karolina volt. Katonai szolgálatot a 15. honvéd gyalogezrednél teljesített, 1902-ben tartalékos volt. Szélhámos pályafutását sikkasztással, kisebb lopásokkal kezdte, így a Városházáról lopott el egy faliórát, oly módon, hogy, egy iskolatársát beöltöztette szerelőruhába, majd mint órásmester visszament vele az épületbe, s arra hivatkozva, hogy a falon függő XVII. századi órát restaurálásra kell vinni, ellopta azt. Egy másik változat szerint éppen tárgyalás volt a szobában, mikor magukkal vitték a műkincset. Másik esete volt, mikor a Váci utcában hivatalnoknak adva ki magát több bolt előtt is távolságot mért, majd mikor a bolttulajdonos számonkérte, arra hivatkozva, hogy a város vezetése nyilvános illemhelyeket akar telepíteni a város különböző pontjaira, s a bolt előtti rész erre megfelelő volna, közel egy tucat bolttulajdonosból csalt ki kenőpénzt. 1901. január 23-án Budapesten letartóztatták sikkasztás bűntette címén. Az aznap kelt jogerős ítélt szerint egynapi fogházbüntetésre ítélték, így másnap szabadult. Ugyanezen évben tulajdon elleni kihágás vétsége címén 1 hét elzárást kapott.

### A Rottenbiller utca burkolatának eladása
A hamisított legendaként elterjedt verzió szerint 1909-ben egy újságból értesült arról, hogy Székesfehérvárott a piacteret faburkolattal kívánják beborítani, leutazott a városba, ahol vállalkozó-tőzsdeügynöknek adta ki magát. Elhitette egy helyi újságíróval, hogy a fa ára nemsokára az egekbe száll, így őrültség a törvényhatóságnak a piactér burkolására vonatkozó terve, s megjegyezte, hogy tulajdonában van nagyobb mennyiségű faburkolat, ám míg az árak nem mennek fel, nem kívánja eladni azt. Este már a törvénybizottsági tagokkal vacsorázott, akik meggyőzték arról, adja el a városnak áruját. Hamrák, aki ekkor a Wild Gusztáv álnevet használta, végül elfogadta az ajánlatot, és ígéretet tett a burkolat 15 napon belüli leszállítására. 1000 korona előleget és 15 vasúti kocsit kért a szállításra, s 9000 korona értékben szerződést kötött a bizottsági tagokkal. Másnap reggel Budapestre utazott, ahol felfogadott 15 munkást, másnapra társzekereket rendelt, melyek a faanyagot voltak hivatottak a vasúti kocsikhoz szállítani. Éjjel ellopott néhány útjelző deszkát, amelyekre aztán otthonában ráfestette: „a fővárosi törvényhatóság tulajdona". A rákövetkező reggelen a Baross téren várta munkásait, majd tájékoztatta őket: megvásárolta a Rottenbiller utca burkolatát, s feladatuk, hogy azt felszedjék és a társzekerekre rakják. Utasításba adta, hogy a jelző deszkákkal zárják le az utcát, és kezdjék meg a munkát. A kocsisok a vasúthoz vitték a burkolatot, a szállításért Hamrák 600 koronát fizetett. A hatodik napon fejezték be a munkát, a rakomány épségben meg is érkezett Székesfehérvárra, s Hamrák megkapta a szerződésben foglalt 9000 koronát. Néhány hét leforgása után egy budapesti lakos panasszal fordult a fővároshoz, a munkálatok elhúzódása miatt. A fővárosi útjavítási osztály ígéretet tett a munkálatok mihamarabbi befejezésére, ám továbbra sem történt változás. Három hónapot követően a sajtóban jelent meg az első hír a szélhámosságról.

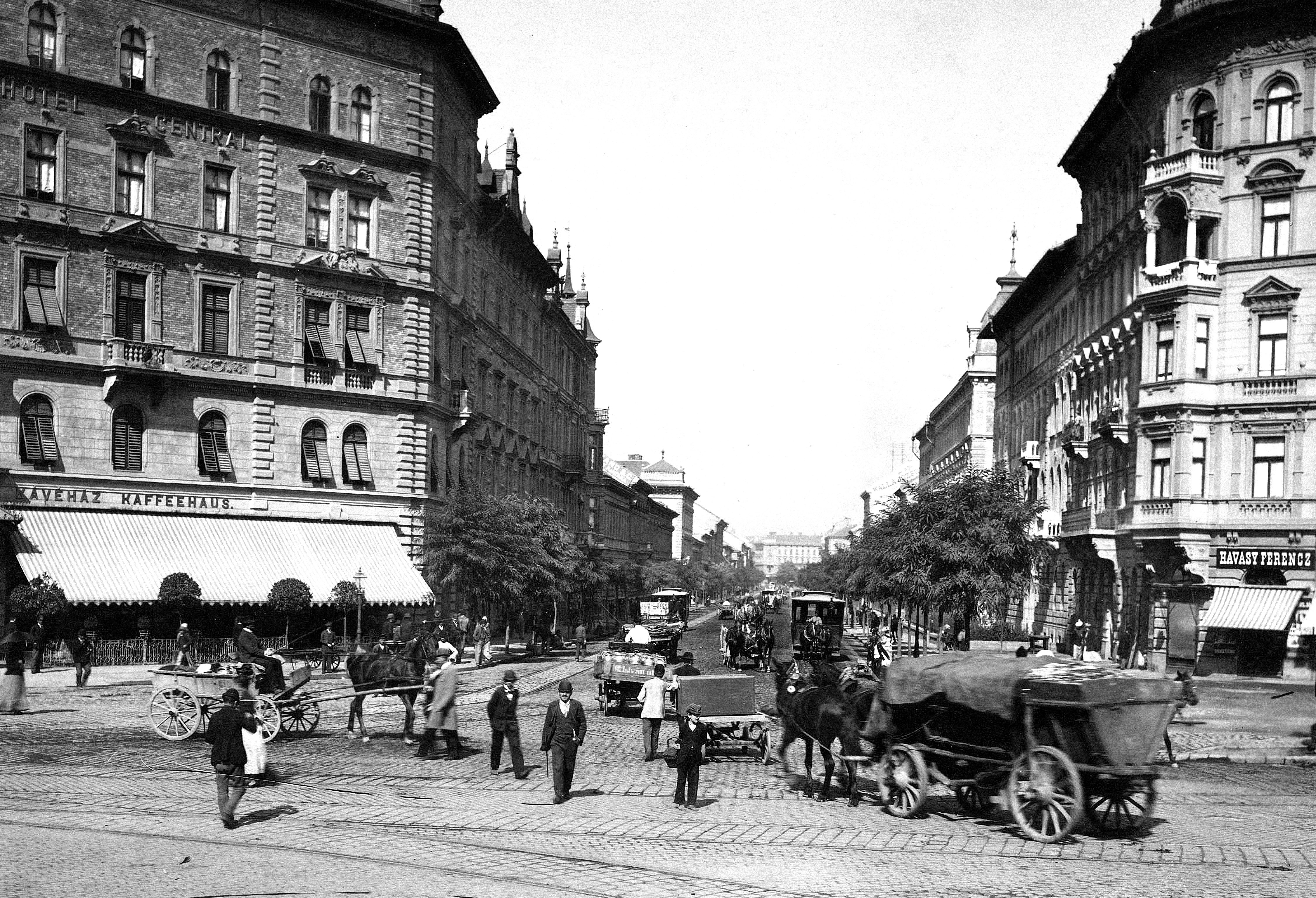
A fakockákkal (Holzpflaster) burkolt Rottenbiller utca 1900-ban, Klösz György felvétele

A valóságban 1902 májusának elején követte el a szélhámosságot, a Budapesti Hírlap 1902. évi július 26-i száma szerint május 3-án „egy sereg csákányos olasz munkás fölszedte az utcai faburkolatot, a melyet aztán elfuvaroztak." Két nap múlva kitudódott, hogy nem a város, hanem Hamrák szedette fel a burkolatot, aki aztán – a Budapesti Hírlap 1902. évi júliusi száma szerint – egy Bástya utcában lakó magánzónőnek, illetve a Városháza téren egy kereskedőnek adta el azt. A Pesti Hírlap júliusi tudósítása szerint egy Huzella Elek nevezetű belvárosi kereskedő vásárolta meg a burkolatot. A csíny elkövetése után egyik munkása óráját és egy másik, Batistella nevezetű munkás pénzét is elemelte, majd megszökött a fővárosból. Egy estét Németpalánkán töltött, ahol egy Füle Péter nevezetű vasúti őr sógora szállásolta el. Hamrák az éjszaka feltörte a szobájában lévő szekrényt, és ellopta az ottani ékszereket. Eközben még májusban a következőt írta róla a Budapesti Hírlap: „A Rottenbiller utcai faburkolat ellopása dolgában Bacskay rendőrfogalmazó vezeti a vizsgálatot. Már kiderítette, hogy a vakmerő tolvaj Hamrák János aszfaltmunkás, aki a Fehérvári-úton lakott, s néhány nappal ezelőtt eltűnt lakásáról. A több kocsira való fakockát Kartner Ferencné, a Sörház-utca 6. számú házának felügyelőnője, s az ugyanott lakó özvegy Placht Józsefné vásárolta meg. Hamrákot keresik a detektívek, kik már nyomában vannak." Néhány hét múlva Hamrák levelet írt a VII. kerületi rendőrkapitányságnak, amelyben öngyilkossággal fenyegetőzött. Később valószínűleg Bécsen keresztül Brnóba ment, ahol a Kremsier-féle cirkusz tagja lett. A cirkusz némajátékban mutatta be a búr háborút, s a búr vezér, Hamrák János az igen hangzatos Mr. Hungary néven szerepelt a plakátokon. Vesztére egy rövid ideig Budapesten, valószínűleg a Rottenbiller utca burkolatának felszedésén is dolgozó olasz munkás is látta a darabot, s ráismert Hamrákra. Másnap egy plakátot szerzett, bekarikázta rajta Mr. Hungaryt, s ráírta: „Ez Hamrák", majd elküldte a budapesti főkapitányságnak, amely 1902. július 22-én kapta meg a csomagot. A budapesti főkapitány ezt követően táviratozott brnói kollégáinak, akik aztán 1902. július 24-én a cirkusz előadása alatt letartóztatták Mr. Hungaryt, harmadnapon azonban eleresztették. Ennek ellenére Hamrák mégis jelentkezett a rendőrségnél, később az ügyésznek ezt azzal okolta, hogy Brnóban értesült arról, miért is keresik, így hát visszatért Magyarországra, ahol feladta magát, „mert attól félt, a férgekkel teli rendőrség fogházába kerül. Ha tehát ülnie kell, inkább a tiszta ügyészségi fogházba zárják". A soros ügyész azonban elutasította letartóztatását, mivel bűnügyi iratai a rendőrségnél voltak, ugyanígy tett a vizsgálóbíró is. Kérte letartóztatását Pataki Gyula dr. királyi ügyésznél, azonban azt ő is elutasította. Hamrák nem adta fel, felkeresett egy ügyvédet, bizonyos Fried Vilmost, és kérte, járjon el letartóztatása érdekében. Fried áttette a bűnügyre vonatkozó aktákat az ügyészségre, az ügy így került Perémy Gábor vizsgálóbíróhoz, aki kihallgatta Hamrákot. Hamrák azt vallotta, hogy a Rottenbiller utca burkolatát egy Schwarc nevezetű mérnök utasítására szedette fel. A kihallgatást követően Hamrákot 1902. augusztus 4-én végre letartóztatták, lopás vétsége címén, s augusztus 18-án Perémy utasítására vizsgálati fogságba helyezték. Az első fokú, 1902. december 3-án kelt 53330. számú törvényszéki ítélettel két rendbeli lopás bűntette és sikkasztás vétsége miatt kétévnyi fegyházbüntetésre ítélték, amelyből három hónapot a vizsgálati fogság során már letöltött. A jogerős ítéletet 1903. június 3-án mondták ki, amelyben aznaptól számított két évnyi fegyházbüntetésre ítélték, mely büntetésből kilenc hónapot már kitöltött. 1902. december 20-án a gyűjtőfogház kórházába szállították. Az ügyre vonatkozó fogolytörzskönyve alapján 1904. szeptember 3-án szabadult.

### Későbbi ügyei
1910. július 11-én Budapesten sikkasztás vádjával letartóztatták. Egy ügyészségi határozat értelmében másnap szabadon bocsátották. 1910. szeptember 12-én Budapesten letartóztatták, a vád ezúttal becsületsértés volt. A jogerős ítélet szerint 40 korona pénzbeli büntetés helyett – mivel bírósági ítélet szerint költség Hamrákon behajthatatlan – 2 napi fogházbüntetésre ítélték, szeptember 14-én szabadult. 1911 januárjában lopás vétsége címén letartóztatták, vizsgálati fogságba helyezték, 1912. február 13-án három év fegyházbüntetésre ítélték, amelyből vizsgálati fogságban egy év egy hónap és tizenkét napot már letöltött. 1912. december 18-án Sopronba szállították, 1913. december 31-én szabadult.
1930 augusztusának elején helyezték örök nyugalomra egy pestkörnyéki temetőben.

## Emlékezete
Kiss Béla és mások mellett személye ihlette A zöld kilences című, a Vígszínházban játszott, Ascher Tamás által rendezett darabot.
Egy csésze fekete – Szélhámos tiszti kereszttel (TV-film, 1995, író: Nagy Attila Kristóf, rendező: Paczolay Béla) 